# Yvonne Furneaux
Yvonne Furneaux (* 11. Mai 1926 in Roubaix als Elisabeth Yvonne Scatcherd; † 5. Juli 2024 in North Hampton, New Hampshire) war eine französische Schauspielerin.

## Leben
Furneaux wurde als Tochter eines Briten und einer Französin geboren, wodurch sie mehrsprachig aufwuchs. Sie kam im Alter von 20 Jahren nach Großbritannien und absolvierte dort ihre Schauspielausbildung an der Royal Academy of Dramatic Art. Die gut aussehende junge Frau fand sehr bald Aufgaben auf der Bühne und beim Film.
Ihre ersten kleinen Rollen erhielt sie beim englischen Film, später wirkte sie aber auch an französischen und italienischen Produktionen mit. Sie spielte meist temperamentvolle Frauen in Filmen unterschiedlicher Genres. Als künstlerisch anspruchsvolle Rolle gilt ihr Auftritt in Die Freundinnen (1955) von Michelangelo Antonioni. 1959 trat sie in dem Hammer-Horrorfilm Die Rache der Pharaonen an der Seite von Peter Cushing und Christopher Lee auf. In Federico Fellinis Filmklassiker La dolce vita verkörperte sie 1960 Marcello Mastroiannis depressive Verlobte Emma, die an der Untreue ihres Partners verzweifelt. 1965 war sie in Roman Polanskis Horrorfilm Ekel als ältere Schwester der wahnsinnig werdenden Catherine Deneuve zu sehen.
Zu ihren späten Filmen gehören auch einige deutsche Produktionen. So war sie beispielsweise 1964 in Die Todesstrahlen des Dr. Mabuse als weibliche Hauptdarstellerin zu sehen. Ab Mitte der 1960er Jahre zog sie sich zunehmend aus dem Filmgeschäft zurück. Einen ihrer letzten Auftritte hatte sie in der Horrorkomödie Frankenstein's Great Aunt Tillie (1984) mit Donald Pleasence. 2006 kehrte sie noch einmal vor die Kamera zurück, als sie in dem Dokumentarfilm ihres Sohnes Nicholas über Erwin Rommel dessen Ehefrau spielte.
Von 1962 bis zu dessen Tod 2007 war sie mit dem Kameramann Jacques Natteau verheiratet (gemeinsamer Sohn: Nicholas Natteau). Das Ehepaar verlebte seinen Ruhestand in Lausanne in der Schweiz. Zuletzt lebte Furneaux in der Nähe ihres Sohnes im US-Bundesstaat New Hampshire, wo sie nach einem Schlaganfall 2024 im Alter von 98 Jahren starb.

## Filmografie (Auswahl)
- 1953: Die Bettleroper (The Beggar’s Opera)
- 1953: Der Freibeuter (The Master of Ballantrae)
- 1955: Der schwarze Prinz (The Dark Avenger)
- 1955: Die Freundinnen (Le amiche)
- 1955: Robin Hood, der schwarze Kavalier (Il principe dalla maschera rossa)
- 1956: Geheimzentrale Lissabon (Lisbon)
- 1959: Die Rache der Pharaonen (The Mummy)
- 1960: Das süße Leben (La dolce vita)
- 1960: Via Margutta
- 1961: Agent 0-1-7 auf heißer Spur (Caccia all’uomo)
- 1961: Der Graf von Monte Christo (Le Comte de Monte-Cristo)
- 1961: Die schwarzen Reiter von Tula (I lancieri neri)
- 1962: Sklaven der Semiramis (Io, Semiramide)
- 1963: Der Mörder (Le Meurtrier)
- 1963: Taxifahrer (I 4 tassisti)
- 1964: Der Löwe von Theben (Il leone di Tebe)
- 1964: Die Todesstrahlen des Dr. Mabuse
- 1965: Ekel (Repulsion)
- 1965: Hereward the Wake (Fernsehserie, 11 Folgen)
- 1966: Der Baron (The Baron) (Fernsehserie, 2 Folgen)
- 1967: Champagner-Mörder (Le Scandale)
- 1971: Abend ohne Alibi (In nome del popolo italiano)
- 1971: Der Panther von Soho (The Man in the Looking Glass)
- 1972: Versuchung im Sommerwind
- 1984: Frankenstein's Great Aunt Tillie